# Yosuga no Sora
Yosuga no Sora (яп. 縁の空 Ёсуга но Сора) — визуальный роман производства компании «SPHERE», вышедший 5 декабря 2008 года. По мотивам сюжета были также выпущены несколько Drama CD. 26 мая 2010 года журналом «Monthly Comp Ace» издательства «Kadokawa Shoten» началась публикация манга-адаптации. Показ аниме-сериала по мотивам визуального романа стартовал 4 октября 2010 года, и получил спорную репутацию из-за наличия темы инцеста в качестве центральной темы и даже открытого её изображения и разбора в качестве одного из вариантов развития сюжета.

## Сюжет
После того как близнецы Харука и Сора теряют в автокатастрофе обоих родителей, они вынуждены переехать жить в дом их умершего дедушки в деревушку Окукодзомэ. Две души пытаются найти свой путь в мире, в чём им помогают соседи и друзья. Харука считает, что теперь ответственность за Сору лежит на нём, но вскоре понимает, что чувства, которые он испытывает к ней, вовсе не похожи на чувства брата к сестре.

## Персонажи

### Главные
- Харука Касугано (яп. 春日野 悠 Касугано Харука)

Сэйю — Хиро Симоно (игра, аниме)
Главный персонаж сюжета. Симпатичный беловолосый юноша, выглядящий практически аналогично своей сестре-близнецу, за исключением причёски и формы лица. Будучи абсолютно честным и доброжелательным, он легко заводит новые знакомства и становится хорошим другом. После смерти родителей он понимает, что бремя заботы о сестре теперь ложится на него. Харука тайно влюблён в Сору, однако, в отличие от своей сестры, он негативно относится к идее кровосмесительных отношений и всячески старается подавить подобные чувства, завязав отношения с другой девушкой. Он полагает, что, чтобы познать успех в будущем, необходимо тщательно разобраться с ошибками прошлого.
- Сора Касугано (яп. 春日野 穹 Касугано Сора)

Сэйю — Хироко Тагути (игра, аниме)
Милая, хрупкая девушка, беловолосая сестра-близнец главного героя. Из-за своего слабого здоровья с самого рождения она вынуждена во многих вещах и действиях себя ограничивать. С детства влюблена в своего брата, поэтому ревнует его ко всем окружающим девушкам, но поделать ничего не может. В связи с этим изредка она пытается его соблазнить или хотя бы просто получить себе как можно больше его внимания. Позже решает пойти в школу.
- Нао Ёрихимэ (яп. 依媛 奈緒 Ёрихимэ Нао)

Сэйю — Юка Инокути (игра, аниме)
Умная и талантливая пловчиха, выказывающая открытый интерес к Харуке. Она близкая подруга детства близнецов и искренне сопереживала им после случившейся трагедии, на год старше Харуки. В детстве была подругой Соры и была влюблена в Хару. Занялась сексом с Хару, и это увидела Сора, после этого отношения между девушками испортились. Хочет помириться с Сорой, но у неё это не получается.
- Акира Амацумэ (яп. 天女目 瑛 Амацумэ Акира)

Сэйю — Каё Саката (игра, аниме)
Жрица, живущая в синтоистском храме. В связи с этим вынуждена много времени уделять изучению определённых традиций и церемоний. Акира имеет довольно беззаботную личность и часто выглядит просто глупой, однако она способна быть мудрой и рассудительной. В сериале разбирается степень её родства с Мигивой Кадзухой. Вторая девушка, с которой начал встречаться Хару.
- Кадзуха Мигива (яп. 渚 一葉 Мигива Кадзуха)

Сэйю — Рёко Оно (игра, аниме)
Дочь влиятельного магната. В связи с занятостью родителей она в раннем возрасте узнала, что значит самостоятельная жизнь. Однако она не считает себя выше других и всегда готова принять участие в общем деле. Превосходно играет на альте. Первая девушка, которая начала встречаться с Хару.
- Мотока Ногисака (яп. 乃木坂 初佳 Ногисака Мотока)

Сэйю — Таэ Окадзима (игра, аниме)
Мотока работает горничной в доме Мигива, два года назад окончила младший колледж. Является лучшей подругой Яхиро. Влюблена в Хару.

### Второстепенные
- Кодзуэ Куранага (яп. 倉永 梢 Куранага Кодзуэ)

Сэйю — Юкари Минэгиси (игра, аниме)
Председательница студенческого совета. Заботится о своих подопечных, даже несмотря на то, что они часто выставляют себя не в самом лучшем свете.
- Яхиро Ифукубэ (яп. 伊福部 やひろ Ифукубэ Яхиро)

Сэйю — Рёко Танака (игра, аниме)
Лучшая подруга Мотоки, владелица семейного магазина сладостей. Её жизнь была полна разбившихся надежд, в связи с чем она пристрастилась к алкоголю.
- Рёхэй Накадзато (яп. 中里 亮平 Накадзато Рё:хэй)

Сэйю — Такуроу Накакуни (игра, аниме)
Человек, на которого всегда можно рассчитывать, несмотря на то, что зачастую ведёт себя беззаботно и спонтанно — в нужный момент он всегда готов поделиться советом. Влюблен в Сору и мечтает увидеть её в купальнике.

## Аниме-сериал
Открывающая композиция аниме:
- Hiyoku no Hane (яп. 比翼の羽根) (исполняет eufonius)

Закрывающая композиция аниме:
- Pinky Jones (яп. ピンキージョーンズ) (исполняет Momoiro Clover)

### Список серий
Примечание: в скобках после номера серии указаны персонажи, которым посвящён тот или иной эпизод. Обозначения: А — Акира, К — Кадзуха, Н — Нао, С — Сора.
| № серии         | Заглавие                                                       | Трансляция в Японии  |
| --------------- | -------------------------------------------------------------- | -------------------- |
| 1 (А, К, Н, С1) | Distant Memories «Haruka na Kioku» (ハルカナキオク)            | 4 октября 2010 года  |
| 2 (А2, К2)      | Akira Embarrassed «Akira Hazukashi» (アキラハズカシ)           | 11 октября 2010 года |
| 3 (К3)          | Indecision «Tsukazu Hanarezu» (ツカズハナレズ)                 | 18 октября 2010 года |
| 4 (К4)          | Haruka's Heart «Harukazu Hāto» (ハルカズハート)                | 25 октября 2010 года |
| 5 (А3)          | The Darkness Comes to Light «Yami Akiraka ni» (ヤミアキラカニ) | 1 ноября 2010 года   |
| 6 (А4)          | I Won't Give Up «Akiramenai yo» (アキラメナイヨ)               | 8 ноября 2010 года   |
| 7 (Н2, С2)      | Sinful Maidens «Tsumi na Otomera» (ツミナオトメラ)             | 15 ноября 2010 года  |
| 8 (Н3)          | Darkened Sky «Naokuraki Sora» (ナオクラキソラ)                 | 22 ноября 2010 года  |
| 9 (Н4)          | Distant Feelings «Haruka na Omoi» (ハルカナオモイ)             | 29 ноября 2010 года  |
| 10 (С3)         | As for a Bird's Faked Cry «Tori no Sorane wa» (トリノソラネハ) | 6 декабря 2010 года  |
| 11 (С4)         | The Uncertain Pair «Sorameku Futari» (ソラメクフタリ)          | 13 декабря 2010 года |
| 12 (С5)         | To the Distant Sky «Haruka na Sora e» (ハルカナソラヘ)         | 20 декабря 2010 года |